# Fabien Rohrer
Fabien Rohrer (Berna, 1 de septiembre de 1975) es un deportista suizo que compitió en snowboard. Ganó una medalla de oro en el Campeonato Mundial de Snowboard de 1997, en la prueba de halfpipe.
Participó en los Juegos Olímpicos de Nagano 1998, ocupando el cuarto lugar en la disciplina de halfpipe.

## Medallero internacional
| Campeonato Mundial | Campeonato Mundial   | Campeonato Mundial | Campeonato Mundial |
| Año                | Lugar                | Medalla            | Competición        |
| ------------------ | -------------------- | ------------------ | ------------------ |
| 1997               | San Candido (Italia) | Medalla de oro     | Halfpipe           |